# François Topino-Lebrun
Pour les articles homonymes, voir Lebrun.
François Jean-Baptiste Topino-Lebrun, né le 11 avril 1764 à Marseille, guillotiné le 30 janvier 1801 à Paris, est un révolutionnaire et un peintre français, de l'école néo-classique de Jacques-Louis David dont il fut un des disciples favoris.

## Biographie
Neveu de Charles Topino, un maître ébéniste, fils de Jean-Baptiste Topino, dit Le Brun ou Lebrund, un marchand de meubles à Marseille, il suit des études de peinture à l'académie de Marseille sous la direction de Jean-Joseph Kapeller et se rend à Rome en 1784. C'est là qu'il rencontre Jacques-Louis David, qui travaille alors au Serment des Horaces. De 1787 à 1790, il étudie à Paris dans l'atelier de David et à l'académie royale. De retour à Rome de 1790 à 1792, il se lie avec un groupe d'artistes favorables à la Révolution française.
Menacé par les autorités romaines, il regagne Paris en décembre 1792. Logé chez David, il obtient, en juin 1793, une mission du ministre de l'Intérieur afin d'évaluer l'état d'esprit des Marseillais. Puis, en septembre, grâce à l'appui de David et d'Antonelle, il est nommé juré au Tribunal révolutionnaire. Il fait ainsi partie des jurés lors du procès de Danton, où il témoigne. D'opinions modérées, il conserve sa place après le 9-Thermidor, jusqu'en décembre 1794. Il apparaît notamment dans le procès du Comité révolutionnaire de Nantes, à la fin de 1794.
À l'automne 1795, peut-être après un séjour en prison, on le retrouve parmi les relations de Gracchus Babeuf et de Jullien de Paris. Toutefois, en novembre, il quitte Paris pour accompagner le montagnard Bassal en mission officielle en Suisse.
Rentré à Paris au printemps 1797, il est bouleversé par le procès des babouvistes à Vendôme. Retournant à la peinture, qu'il délaissait depuis le début de la Révolution, il peint la Mort de Caïus Gracchus, allusion à la tentative de suicide de Gracchus Babeuf dans la salle du tribunal lors du prononcé de la sentence de mort. D'ailleurs, lors du salon de juillet 1798, aucun critique ne prononce le nom de « Gracchus ».
Durant l'été 1799, Topino-Lebrun figure parmi les membres du club du Manège, réunissant les Néo-Jacobins. À la même époque, il prépare un grand tableau représentant le Siège de Lacédémone, incitant le peuple à défendre la République.
Connu comme jacobin et sympathisant babouviste, il est impliqué dans un complot visant à assassiner le consul Bonaparte, largement provoqué par un agent de police, et arrêté avec d'autres conjurés, dont Demerville, l'adjudant-général Aréna, et le sculpteur Ceracchi, après la tentative d’assassinat du 24 octobre 1800, dite « conspiration des poignards ». Lors de son procès, qui se déroule peu après l'attentat de la rue Saint-Nicaise, attribué alors aux Jacobins, il proclame son innocence, mais il est condamné à mort, le 9 janvier 1801, malgré le manque de preuves. Dans un long texte publié le 22, il réfute les accusations portées contre lui, avant d'être guillotiné, le 31.

## Œuvres
Topino-Lebrun fut remarqué de son vivant pour La Mort de Caius Gracchus (Marseille, musée des Beaux-arts), une peinture d'histoire censurée par le régime napoléonien, redécouverte à la fin du XIXe siècle puis restaurée et mise en valeur en 1977 grâce à l'initiative de l'essayiste Alain Jouffroy.
Il est également connu comme étant l'auteur d'une Tête de femme et du Siège de Sparte par Pyrrhus (Vizille, musée de la Révolution française).

## Source principale
- « Topino-Lebrun, François Jean-Baptiste », dans Albert Soboul (dir.), Dictionnaire historique de la Révolution française, Paris, Presses universitaires de France, 1989 (rééd., Quadrige, 2005, p. 1039-1040)